# Celticecis oviformis
Celticecis oviformis är en tvåvingeart som först beskrevs av William Hampton Patton 1897.  Celticecis oviformis ingår i släktet Celticecis och familjen gallmyggor. Inga underarter finns listade i Catalogue of Life.